# الیکایی فلوت‌زن
الیکایی فلوت‌زن (نام علمی: Microcerculus ustulatus) نام یک گونه از سرده ریزدم‌ها است.